# Ronald Ketjijere
Ronald Ketjijere, né le 12 décembre 1987 à Okakarara, est un footballeur international namibien. Il évolue au poste de milieu de terrain dans le club d'University of Pretoria FC.

## Carrière
Ronald Ketjijere commence sa carrière en Khomas Second Division, la deuxième division namibienne, avec l'UNAM FC, un club de la capitale, Windhoek. Après avoir obtenu la montée en Premier League lors de la saison 2008-2009, il rejoint l'African Stars FC. Dès sa première année au club, il gagne le championnat et la Coupe de Namibie. En 2011, il est appelé pour la première fois en équipe nationale de Namibie.
Après trois saisons, il rejoint un nouveau pays, l'Afrique du Sud, en s'engageant avec l'University of Pretoria. Il fait ses débuts avec son nouveau club le 22 octobre 2012, contre le Mamelodi Sundowns FC.

## Statistiques
| Saison                | Club                      | Championnat           | Championnat | Championnat | Coupe(s) nationale(s) | Coupe(s) nationale(s) | Total | Total |
| Saison                | Club                      | Division              | M.          | B.          | M.                    | B.                    | M.    | B.    |
| 2012-2013             | University of Pretoria FC | Premiership           | 22          | 0           | 1                     | 0                     | 23    | 0     |
| 2013-2014             | University of Pretoria FC | Premiership           | 23          | 0           | 0                     | 0                     | 23    | 0     |
| 2014-2015             | University of Pretoria FC | Premiership           | 27          | 1           | 1                     | 0                     | 28    | 1     |
| 2015-2016             | University of Pretoria FC | Premiership           | 9           | 0           | 0                     | 0                     | 9     | 0     |
| Total sur la carrière | Total sur la carrière     | Total sur la carrière | 81          | 1           | 2                     | 0                     | 83    | 1     |

### Liste des matchs internationaux
Il débute en sélection nationale le 21 mars 2010 contre le Botswana. Il n'a depuis jamais quitté la sélection, étant même devenu capitaine.

## Palmarès
Il gagne le championnat de Namibie en 2010 et la Coupe de Namibie la même année avec l'African Stars.
Avec l'équipe de Namibie, il remporte la Coupe COSAFA en 2015.